# Club Français
Club Français byl francouzský fotbalový klub se sídlem v Paříži, existoval v letech 1890 až 1935.

## Historie
Byl založen v roce 1890. V roce 1896 klub vyhrál francouzský šampionát. V roce 1931 vyhrál Coupe de France, ve finále porazil 3:0 Montpellier HSC. V roce 1932 získal klub profesionální statut a hrál premiérový ročník Ligue 1. Skončil na 8. místě ve skupině A Premier Division a sestoupil. Další sezónu hrál klub v Ligue 2. Kvůli finančním problémům v roce 1935 zanikl.
Hráč Clubu Français Lucien Laurent vstřelil první gól v historii mistrovství světa ve fotbale.

## Úspěchy
- Francouzský šampionát: 1896
- Coupe de France: 1931
- Ligue 1: účast v sezóně 1932/1933

## Slavní hráči
- Gaston Barreau
- Jean Laurent
- Lucien Laurent
- Branislav Sekulić